# 完美的他人
是一部2018年上映的韓國喜劇劇情片，改編自2016年的意大利電影《完美陌生人》，由電視劇《茶母》、《貝多芬病毒》及電影《逆鳞》 的導演李在奎執導，柳海真、趙震雄、李瑞镇、廉晶雅、金志秀等演員主演。该片於2017年12月15日舉行開鏡儀式，12月27日正式開機，2018年10月31日在韓國上映。

## 劇情介紹
七位相識多年的好友（三對夫妻及一男子）在聚會時提議大家來玩公開手機的遊戲，與對方分享每一個短信的內容，包括他們收到的電子郵件和電話，由此許多秘密開始公佈而演變成互相猜疑，最後他們之間的關係開始發生波動。

## 演員陣容

### 主要人物
- 柳海真（童年：張大雄（朝鲜语：장대웅 (2005년)）） 飾演 泰洙，律師、秀賢的丈夫。
- 趙震雄（童年：黃載沅（朝鲜语：황재원 (배우)）） 飾演 錫浩，胸部專科整形醫生、藝珍的丈夫。
- 李瑞鎮（童年：鄭智勛（朝鲜语：정지훈 (배우)）） 飾演 俊模，餐廳社長、世景的新婚丈夫，不善經營的花花公子，目前經營的餐廳是妻子投資的。
- 廉晶雅 飾演 秀賢，家庭主婦、泰洙的妻子。
- 金志秀 飾演 藝珍，神經精神專科醫生、錫浩的妻子。
- 宋昰昀 飾演 世景，獸醫、俊摸的新婚妻子。
- 尹敬浩（童年：鄭燦彬） 飾演 英裴，前小學老師。

### 其他人物
- 智　友 飾演 素英，錫浩和藝珍的女兒。
- 崔仙子（朝鲜语：최선자） 飾演 泰洙的母親

### 聲音特別出演
- 李順載 飾演 英裴的父親，四個好友的小學校長。
- 李道慶（朝鲜语：이도경 (배우)） 飾演 藝珍的父親
- 羅美蘭 飾演 金昭月，秀賢在文學課認識的好友。
- 曹政奭 飾演 延宇，世景的前男友。
- 趙達煥 飾演 姜京俊，刑警。
- 金民教 飾演 民秀
- 崔有華 飾演 彩英
- 鄭石勇 飾演 俊模的朋友
- 陳善圭 飾演 臉書男子

## 爭議
主演演員金志秀因宿醉遲到風波，退出所有電影相關宣傳活動。

## 獎項榮譽
| 年份   | 頒獎禮                     | 獎項                 | 入圍者   | 結果 |
| ------ | -------------------------- | -------------------- | -------- | ---- |
| 2019年 | 第39屆韩国电影评论家协会奖 | 十佳電影             | 十佳電影 | 獲獎 |
| 2019年 | 第39屆韓國黃金攝影獎       | 最佳男配角           | 尹敬浩   | 獲獎 |
| 2019年 | 第39屆韓國黃金攝影獎       | 攝影導演票選的人氣獎 | 宋昰昀   | 獲獎 |
| 2019年 | 第39屆韓國黃金攝影獎       | 最佳照明             | 李哲吾   | 獲獎 |
| 2019年 | 第3屆申電影藝術電影節      | 崔銀姬電影演員獎     | 廉晶雅   | 獲獎 |

## 外部連結
- NAVER上《完美的他人》的資料
- Daum上《完美的他人》的資料

- 韩国电影数据库（KMDb）上《完美的他人》的資料
- 互联网电影数据库（IMDb）上《完美的他人》的资料（英文）
- Box Office Mojo上《完美的他人》的資料（英文）
- 《完美的他人》在KoBiz的資料（页面存档备份，存于）（英文）
- 《完美的他人》在Movist的資料（页面存档备份，存于） 
- 開眼電影網上《完美的他人》的資料（繁體中文）
- 豆瓣电影上《完美的他人》的資料 （简体中文）